# Lokalne Rezerwowanie Wyłączników
Lokalne Rezerwowanie Wyłączników - LRW (ang. Breaker Failure Protection) – układ stosowany do złagodzenia skutków zawodności wyłączników. Działanie takiego układu polega na spowodowaniu otwarcia innych wyłączników w tej samej rozdzielnicy w taki sposób, aby przerwać przepływ prądu zwarciowego.